# Heinz Hellmich (Schauspieler)
Heinz Hellmich (* 11. März 1924 in Weimar; † 2009 in Berlin) war ein deutscher Schauspieler.

## Leben
Von 1945 bis 1948 besuchte Heinz Hellmich in seiner Geburtsstadt die Staatliche Hochschule für Musik, Abteilung Schauspiel und das neu gegründete Deutsche Theater-Institut (DTI) Weimar Schloss Belvedere. Nach seinem erfolgreichen Abschluss blieb er als Mitglied der Meisterklasse Maxim Vallentins und als Regieassistent am DTI. Hier wirkte er auch von 1950 bis 1952 als Schauspieler im Institutsensemble (Das Junge Ensemble), welches 1952 den Grundstock für das Maxim-Gorki-Theater Berlin bildete. Bis 1958 blieb Heinz Hellmich am Maxim-Gorki-Theater, um von 1958 bis 1962 am Hans Otto Theater in Potsdam zu arbeiten. 1956 begann er als Lehrer für Schauspiel an der Hochschule für Film und Fernsehen in Babelsberg tätig zu werden. 1962 wechselte er an die Staatliche Schauspielschule Berlin. Dort baute er Ende der 1960er Jahre die neue Abteilung Puppenspiel mit auf. Von 1976 bis 1979 war er Direktor an der Staatlichen Schauspielschule Rostock. Zurück an der Staatlichen Schauspielschule Berlin übernahm Heinz Hellmich 1979 dort die Bereichsleitung Schauspiel. 1983 wurde er Gastdozent an der Kunsthochschule Havanna, 1985 an der Theaterhochschule Neu-Delhi und Anfang der 1990er Jahre in Stuttgart. Den Ruf zum Professor erhielt er 1983.
Heinz Hellmich war seit 1950 mit der Pianisten Helgamaria Hellmich verheiratet.

## Filmografie
- 1959: Bevor der Blitz einschlägt
- 1960: Seilergasse 8
- 1963: Die Glatzkopfbande
- 1963: Blaulicht: Heißes Geld (Fernsehreihe)
- 1964: Der geteilte Himmel
- 1965: Denk bloß nicht, ich heule
- 1966: Pitaval des Kaiserreiches: Die Ermordung des Rittmeisters von Krosigk (Fernsehreihe)
- 1966: Irrlicht und Feuer (Fernsehfilm, Zweiteiler)
- 1967: Die gefrorenen Blitze
- 1968: Der Staatsanwalt hat das Wort: Automarder (Fernsehreihe)
- 1969: Zeit zu leben
- 1971: Zeit der Störche
- 1971: KLK an PTX – Die Rote Kapelle
- 1979: Einfach Blumen aufs Dach
- 1983: Martin Luther
- 1983: Märkische Chronik (Fernsehserie; Ep.9)
- 1983: Insel der Schwäne
- 1989: Ich, Thomas Müntzer, Sichel Gottes (Fernsehfilm)

## Theater
- 1950: Stefan Brodwin: Der Feigling – Regie: Willy Semmelrogge (Deutsches Theater-Institut Weimar)
- 1951: Anatolij Surow: Das grüne Signal (Rubzow) – Regie: Achim Hübner/Maxim Vallentin (Deutsches Theater-Institut Weimar)
- 1952: Boris Lawrenjow: Für die auf See – Regie: Maxim Vallentin (Maxim-Gorki-Theater Berlin)
- 1954: Maxim Gorki: Dostigajew und andere (Organisationsleiter) – Regie: Maxim Vallentin (Maxim-Gorki-Theater Berlin)
- 1954: Gerhart Hauptmann: Der Biberpelz (Dr. Fleischer) – Regie: Werner Schulz-Wittan (Maxim-Gorki-Theater Berlin)
- 1955: Friedrich Schiller: Die Räuber (Herrmann) – Regie: Maxim Vallentin (Maxim-Gorki-Theater Berlin)
- 1956: Dimitrij Stscheglow: Geburtstag (Titow) – Regie: Wilhelm Gröhl (Maxim-Gorki-Theater Berlin)
- 1957: Miroslav Stehlik: Bauernliebe (Terrorist) – Regie: Werner Schulz-Wittan (Maxim-Gorki-Theater Berlin)
- 1957: Maxim Gorki: Feinde (Fabrikantensohn) – Regie: Gerhard Meyer (Hans Otto Theater Potsdam)
- 1969: Michail Schatrow: Bolschewiki (Lunatscharski) – Regie: Wolfram Krempel ( Schauspielhaus Karl-Marx-Stadt)

## Hörspiele
- 2007: Stella Luncke/Josef Maria Schäfers: American Overflow – Regie: Stella Luncke/Josef Maria Schäfers (Hörspiel – SWR)
- 2007: Stella Luncke/Josef Maria Schäfers: Melodie und Herb, 77 und 81 Jahre alt – Regie: ? (Hörspielreihe: American Overflow Teil 10)